# Luis López de Solís
Luis López de Solís, OSA (1534 – 5 de julho de 1606) foi um prelado católico romano que serviu como bispo de La Plata o Charcas e bispo de Quito.
Natural de Salamanca, López de Solís foi ordenado na Ordem de Santo Agostinho em 1558. Aos 7 de setembro de 1592 foi nomeado bispo de Quito. Recebeu a ordenação episcopal em 3 de abril de 1594, na Igreja de Santo Agostinho em Trujillo, através do Arcebispo de Lima, São Toríbio de Mongrovejo. Em 18 de julho de 1605 foi nomeado para La Plata o Charcas, onde faleceu.
Enquanto bispo, Dom Luis López foi o consagrador principal de Fernando Trexo y Senabria, bispo de Córdoba.